# Prednisolon

Prednisolon är ett kortisonpreparat som används vid bland annat allergiska och reumatiska besvär. Det är en syntetisk glukokortikoid. Prednisolon används vid de första tio dagarnas insjuknande i bältros. Prednisolon används vid olika typer av sjukdomar för att dämpa inflammation och påverka immunförsvaret.
Prednisolon är ett syntetiskt ämne som efterliknar kroppens egna kortisol eller kortikosteroider. Dessa naturliga ämnen utsöndras i kroppen som svar på stress (vilket även adrenalin gör). Kortikosteroider eller kortisol påverkar kroppen på flera sätt, till exempel dämpar det immunförsvaret, och ökar blodsocker och ämnesomsättning.
Prednisolon är dopingklassat och får ej användas av idrottsaktiva.
På grund av risk för allvarliga biverkningar bör man inte använda kortison utan läkarstöd. Dock kan man tillfälligt använda sig av receptfria preparat för utvärtes bruk.